# 王者榮耀日本傳奇賽
王者榮耀日本傳奇賽（英語：Honor of Kings Japan Legendaries，简称：KJL），是《王者荣耀》于2025年开始在日本展开的官方电竞錦標賽。

## 歷屆賽事相關
| 年份 | 赛季   | 時間                     | 日幣（JPY） |
| ---- | ------ | ------------------------ | ----------- |
| 2025 | 夏季賽 | 2025.06.07 至 2025.07.06 | ¥1,000,000  |

## 参赛队伍

### KJL 2025夏季賽
- SCARZ（SZ）
- Needy girl（NDG）
- Otoshimae（OM）
- Crazy Raccoon（CR）
- Northeption（NTH）
- BlueCats eSports（BCES）[3]

退出
- Syuumai（UMAI）[4]

## 歷屆賽制

### 2025夏季賽
- Honor of Japan - Round 5：將於5月25日進行；此賽事前三名可晉級「KJL Summer 2025」。
  - 淘汰賽階段：採雙敗淘汰賽，分為勝者組、敗者組及總決賽。
    - 勝者組階段：皆為BO3賽制。
    - 敗者組階段：皆為BO1賽制。
    - 總決賽階段：BO5賽制（全局BP模式）。
- KJL Summer 2025：將於6月7日至7月6日進行；此賽事前2名隊伍可晉級「KOS S4-Japan」資格。
  - 例行賽階段：將於6月7日至7月5日進行，為BO3單循環賽制，排名前四的隊伍晉級季後賽階段。
  - 季後賽階段：將於7月6日進行，為單敗淘汰賽制，總決賽為BO5賽制、準決賽為BO3賽制。

## 历届决赛

### 决赛赛果
| 年份   | 赛季   | 冠军 | 比分 | 比分 | 亚军 |
| ------ | ------ | ---- | ---- | ---- | ---- |
| 2025年 | 夏季賽 | SZ   | 3    | 0    | NDG  |

### 決賽FMVP
| 年份 | 赛季   | 冠軍隊伍 | 隊員  | 位置 |
| ---- | ------ | -------- | ----- | ---- |
| 2025 | 夏季賽 | SZ       | MFeng | 打野 |

## 歷屆排名
| 年份 | 賽季   | 冠軍 | 亞軍 | 季軍 | 殿軍 | 第五名 | 第六名 |
| 2025 | 夏季賽 | SZ   | NDG  | OM   | CR   | NTH    | BCES   |